# Chromolaena
Chromolaena ist eine Pflanzengattung innerhalb der Familie der Korbblütler (Asteraceae). Diese Gattung ist mit 165 bis 176 Arten neotropisch verbreitet.

## Beschreibung

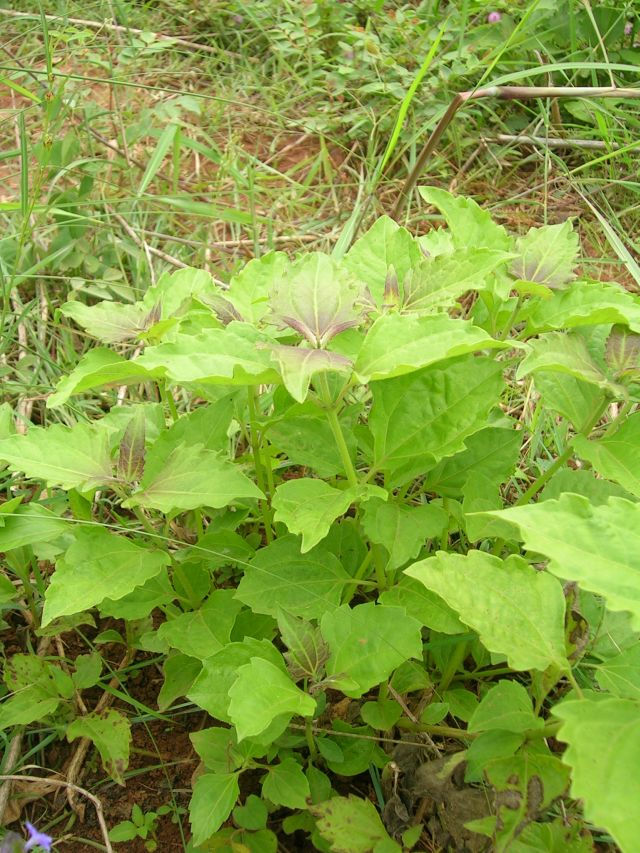
Habitus und gegenständige, einfache Laubblätter im vegetativen Zustand von Chromolaena odorata

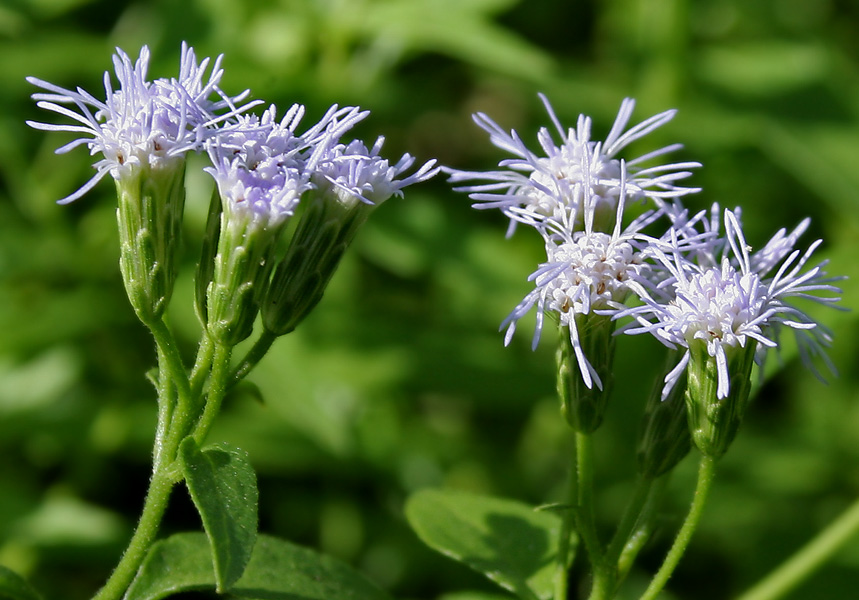
Ausschnitt eines Blütenstandes mit Blütenkörbchen von Chromolaena odorata, gut zu erkennen sind die mehreren Reihen von Hüllblättern.

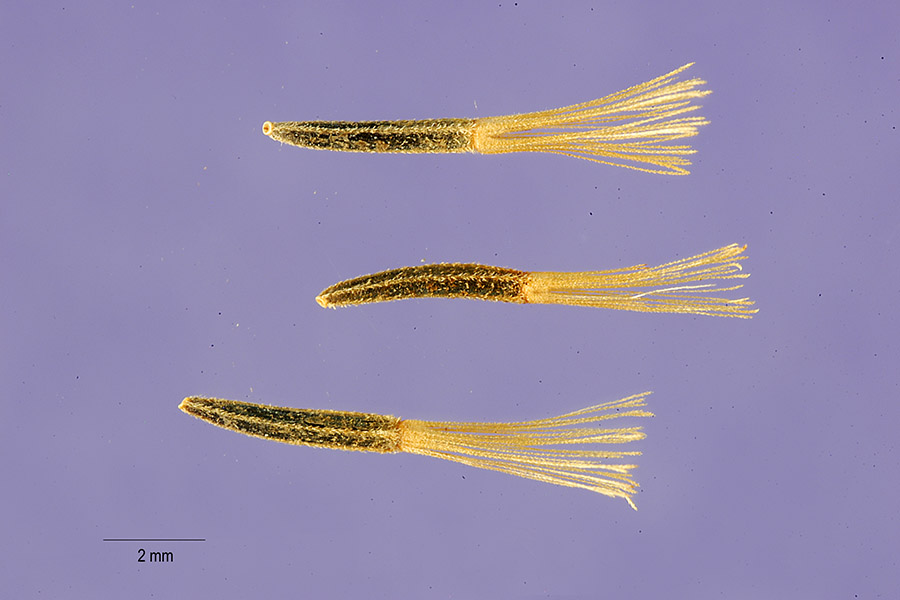
Achänen mit Pappus von Chromolaena odorata

### Erscheinungsbild und Laubblätter
Die Chromolaena-Arten wachsen als ausdauernde krautige Pflanzen oder Halbsträucher bis Sträucher und erreichen meist Wuchshöhen von 20 bis 250 Zentimeter. Die selbständig aufrechten bis kletternden Sprossachsen sind spärlich bis dicht verzweigt. Es werden immer Faserwurzeln gebildet.
Die meist gegenständig, selten wechselständig oder wirtelig an der Sprossachse angeordneten Laubblätter sind gestielt oder sitzend. Auffällig und typisch für die Gattung Chromolaena sind drei von der Basis ausgehenden Hauptnerven; es ist nur selten anders. Die einfachen Blattspreiten sind meist delta- bis eiförmig oder elliptisch, manchmal linealisch. Der Blattrand ist fast glatt bis gezähnt oder gelappt. Die Blattflächen sind kahl oder flaumig bis wollig behaart sowie manchmal drüsig punktiert.

### Blütenstände, Blüten und Früchte
In dichten bis offenen, schirmtraubigen oder thyrsenförmigen Gesamtblütenständen stehen mehr oder weniger zymöse Teilblütenstände, die jeweils mehrere körbchenförmige Teilblütenstände enthalten; selten steht ein einzelnes Blütenkörbchen auf einem langen, aufrechten Blütenstandsschaft. Die Blütenkörbchen sind scheibenförmig. In einem bei einem Durchmesser von 2 bis 7 Millimeter meist glockenförmigen bis halbkugeligen Involucrum stehen in vier bis mehr als sechs Reihen die 18 bis mehr als 65 sich mehr oder weniger dachziegelartig überdeckenden Hüllblätter. Die deutlich ungleichen, oft nicht sehr lange haltbaren, spätestens zur Fruchtzeit abfallenden, pergamentartigen oder krautigen, eiförmigen bis länglichen Hüllblätter (Involucralblätter) besitzen ein erweitertes krautiges oder farbiges oberes Ende und drei bis fünf Nerven. Der flache bis etwas konische Blütenstandsboden (Rezeptaculum) kann manchmal Spreublätter besitzen. Es sind keine Zungenblüten (= Strahlenblüten) vorhanden.
Die meist 15 bis 40 (6 bis 75) Röhrenblüten sind zwittrig. Die Farben der Kronblätter reichen von weiß, blau, purpur- bis lavendelfarben oder seltener rötlich. Die fünf Kronblätter sind zu einer zylindrischen Kronröhre verwachsen, die drei bis viermal länger ist als ihr Durchmesser. Die Kronröhren sind an ihrer Basis kaum enger. Die fünf Kronzähne sind etwas bis deutlich länger als breit. Die Kronröhren sind außen kahl, nur unterhalb der Kronzähne besitzen sie einige bis viele kurz gestielte Drüsen und oft steife Haare. Die Kronlappen sind etwa so lang wie breit. Die Kronlappen sind innen bei Chromolaena subg. Chromolaena papillös und bei Chromolaena subg. Osmiella kahl. Die Staubbeutel sind an ihrer Basis stumpf. Die Staubbeutel besitzen große, längliche Anhängsel, die eineinhalbmal so lang sie breit sind mit einem glatten oder gekerbten oberen Ende. Die, die Kronröhre überragenden, zwei kahlen Griffeläste sind im unteren Bereich nicht verbreitert, schmal-lineal bis lineal-keulenförmig, also im oberen Bereich etwas verbreitert, und etwas warzig bis dicht, lang papillös.
Die prismatischen Achänen sind drei- bis meist fünfrippig, meist drüsig punktiert und hauptsächlich an den Rippen borstig behaart. Der Pappus besteht aus in einem Kreis angeordneten etwa 40 freien, haltbaren Borsten, die nur selten im unteren Bereich verbreitert sind.

### Chromosomenzahl
Die Chromosomengrundzahl beträgt x = 10, 16.

## Verbreitung
Die Gattung Chromolaena besitzt eine neotropische Verbreitung. Arten gedeihen in subtropischen bis tropischen Gebieten. Sie kommen von den südöstlichen bis südlich-zentralen USA über Mexiko bis Zentralamerika und in Südamerika, besonders Brasilien, vor. Eine Art, Chromolaena odorata, wird kultiviert und ist in vielen Gebieten der Welt ein Neophyt; sie gilt als aggressive invasive Pflanze.

## Systematik
Die Gattung Chromolaena wurde 1836 durch Augustin-Pyrame de Candolle in Prodromus Systematis Naturalis Regni Vegetabilis, Band 5, S. 133 aufgestellt. Typusart ist Chromolaena horminoides DC. Der Gattungsname Chromolaena leitet sich von den griechischen Wörtern chroma für Farbe und laina für Mantel, vielleicht bezieht sich das auf die farbigen Hüllblätter mancher Arten, einschließlich der Typusart. Synonyme für Chromolaena DC. sind: Eupatorium sect. Cylindrocephala DC., Osmia Sch.Bip., Heterolaena Sch.Bip. ex Benth. & Hook. f., Eupatorium L. sect. Osmia (Sch.Bip.) Benth. ex Baker, Eupatorium L. sect. Chromolaena (DC.) Benth. ex Baker, Eupatorium L. sect. Heterolaena (Sch.Bip. ex Benth. & Hook.f.) Baker. Die letzte Revision der Gattung Chromolaena erfolgte in R. M. King, & H. Robinson: Studies in the Eupatorieae (Compositae). XXIX. The genus Chromolaena, In: Phytologia, Volume 20, Issue 3, 1970, S. 196–209.
Die Arten wurden früher in der Gattung Eupatorium L. in die Sektion Chromolaena DC. gestellt. Die Gattung Chromolaena gehört zur Subtribus Praxelinae aus der Tribus Eupatorieae in der Unterfamilie Asteroideae innerhalb der Familie Asteraceae. Die Chromolaena-Arten gehören nicht zur Gattung Eupatorium, insbesondere, da sie mehrere (mindestens vier) Reihen Hüllblätter aufweisen und meist drei Hauptnerven auf der Blattspreite besitzen.
Es gibt zwei Untergattungen: Chromolaena subg. Osmiella R.M.King & H.Robinson und Chromolaena subg. Chromolaena.

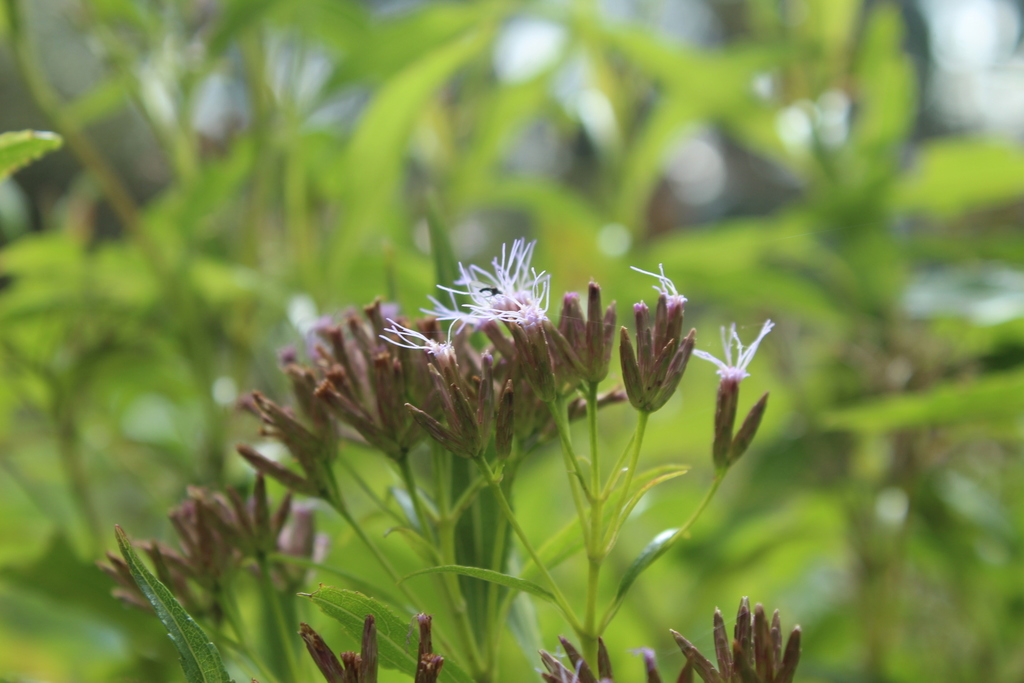
Chromolaena perglabra

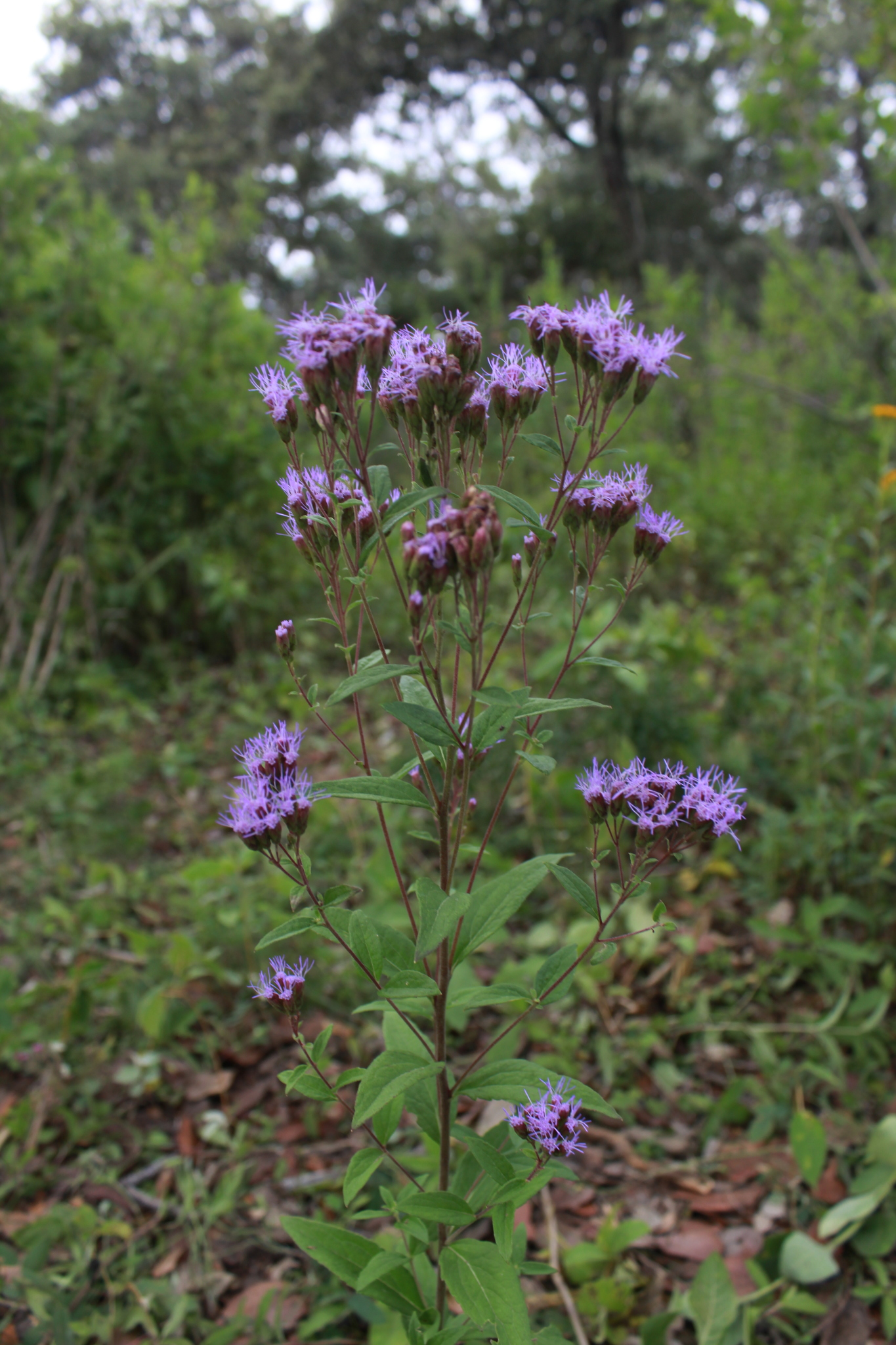
Chromolaena pulchella

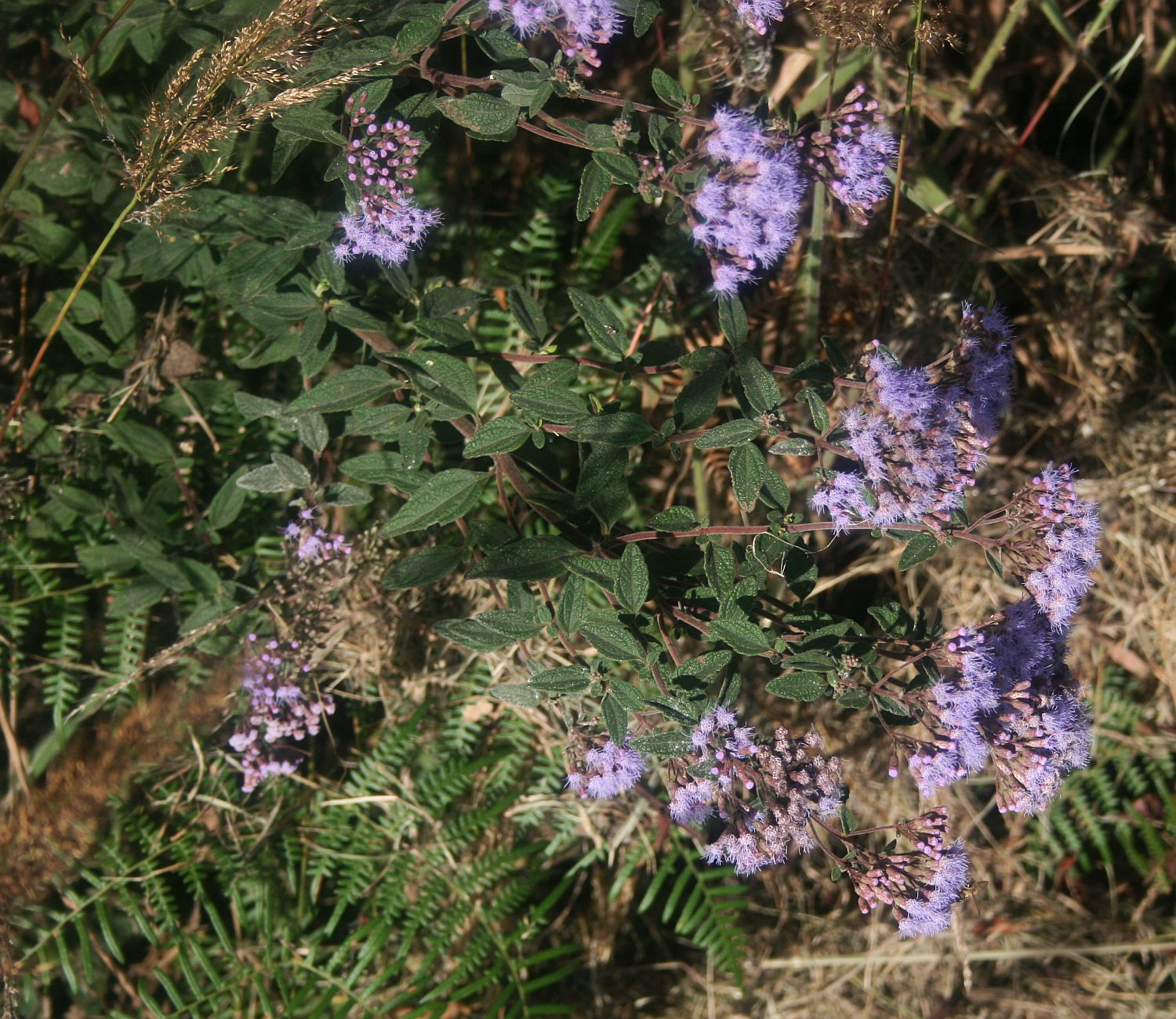
Chromolaena tacotana

In der Gattung Chromolaena gibt es 165 bis 176 Arten:
- Chromolaena adenolepis (Sch.Bip. ex Baker) R.M.King & H.Rob.
- Chromolaena alvimii R.M.King & H.Rob.
- Chromolaena anachoretica (B.L.Rob.) R.M.King & H.Rob.
- Chromolaena angusticeps (Malme) R.M.King & H.Rob.
- Chromolaena aridicola V.M.Badillo
- Chromolaena arnottiana (Griseb.) R.M.King & H.Rob.
- Chromolaena arrayana (Gardner) R.M.King & H.Rob.
- Chromolaena ascendens (Sch.Bip. ex Baker) R.M.King & H.Rob.
- Chromolaena asperrima (Sch.Bip. ex Baker) R.M.King & H.Rob.
- Chromolaena austera (B.L.Rob.) R.M.King & H.Rob.
- Chromolaena bahamensis R.M.King & H.Rob.
- Chromolaena bangii (Rusby) R.M.King & H.Rob.
- Chromolaena barbacensis (Hieron.) R.M.King & H.Rob.
- Chromolaena barranquillensis (Hieron.) R.M.King & H.Rob.
- Chromolaena barrosoae R.M.King & H.Rob.
- Chromolaena bathyphlebia (B.L.Rob.) R.M.King & H.Rob.
- Chromolaena beckii R.M.King & H.Rob.
- Chromolaena bertholdii (Sch.Bip.) R.M.King & H.Rob.
- Chromolaena bigelovii (A.Gray) R.M.King & H.Rob.: Sie kommt in Texas und in Mexiko vor.[1]
- Chromolaena borinquensis (Britton) R.M.King & H.Rob.
- Chromolaena breedlovei R.M.King & H.Rob.
- Chromolaena brunneola (Baker) R.M.King & H.Rob.
- Chromolaena bullata (Klatt) R.M.King & H.Rob.
- Chromolaena caaguazuensis (Hieron.) R.M.King & H.Rob.
- Chromolaena caldensis (B.L.Rob.) R.M.King & H.Rob.
- Chromolaena callilepis (Sch.Bip. ex Baker) R.M.King & H.Rob.
- Chromolaena campestris (DC.) R.M.King & H.Rob.
- Chromolaena chaseae (B.L.Rob.) R.M.King & H.Rob.
- Chromolaena christieana (Baker) R.M.King & H.Rob.
- Chromolaena chrysosticta (B.L.Rob.) R.M.King & H.Rob.
- Chromolaena cinereoviridis (Sch.Bip. ex Baker) R.M.King & H.Rob.
- Chromolaena collina (DC.) R.M.King & H.Rob.
- Chromolaena columbiana (Heering) R.M.King & H.Rob.
- Chromolaena congesta (Hook. & Arn.) R.M.King & H.Rob.
- Chromolaena connivens (Rusby) R.M.King & H.Rob.
- Chromolaena corymbosa (Aubl.) R.M.King & H.Rob.
- Chromolaena costatipes (B.L.Rob.) R.M.King & H.Rob.
- Chromolaena cryptantha (Sch.Bip. ex Baker) R.M.King & H.Rob.
- Chromolaena cylindrocephala (Sch.Bip. ex Baker) R.M.King & H.Rob.
- Chromolaena decumbens Gardner
- Chromolaena densiflora (Morong) R.M.King & H.Rob.
- Chromolaena desmocephala (B.L.Rob.) R.M.King & H.Rob.
- Chromolaena diaphanophlebia (B.L.Rob.) R.M.King & H.Rob.
- Chromolaena dussii (Urb.) R.M.King & H.Rob.
- Chromolaena elliptica (Hook. & Arn.) R.M.King & H.Rob.
- Chromolaena epaleacea Gardner
- Chromolaena eripsima (B.L.Rob.) R.M.King & H.Rob.
- Chromolaena extensa (Gardner) R.M.King & H.Rob.
- Chromolaena farinosa (B.L.Rob.) R.M.King & H.Rob.
- Chromolaena frustrata (B.L.Rob.) R.M.King & H.Rob.: Sie gedeiht in Höhenlagen von 0 bis 10 Metern nur in Florida.[1]
- Chromolaena gentianoides (B.L.Rob.) R.M.King & H.Rob.
- Chromolaena geranifolia (Urb.) R.M.King & H.Rob.
- Chromolaena glaberrima (DC.) R.M.King & H.Rob.
- Chromolaena guiengolense (L.Torres & Villaseñor) B.L.Turner
- Chromolaena guiengolensis (L.Torres & Villaseñor) B.L.Turner
- Chromolaena haenkeana (DC.) R.M.King & H.Rob.
- Chromolaena haughtii (B.L.Rob.) R.M.King & H.Rob.
- Chromolaena herzogii (B.L.Rob.) R.M.King & H.Rob.
- Chromolaena heteroclinia (Griseb.) R.M.King & H.Rob.
- Chromolaena heterosquamea (Urb. & Ekman) R.M.King & H.Rob.
- Chromolaena hirsuta (Hook. & Arn.) R.M.King & H.Rob.: Sie kommt im südlichen Brasilien, in Argentinien, Paraguay und Uruguay vor.[6]
- Chromolaena hookeriana (Griseb.) R.M.King & H.Rob.
- Chromolaena horminoides DC.
- Chromolaena hypericifolia (Kunth) R.M.King & H.Rob.
- Chromolaena hypodictya (B.L.Rob.) R.M.King & H.Rob.
- Chromolaena impetiolaris (Griseb.) Nicolson: Dieser Endemit kommt nur auf Dominica vor.[6]
- Chromolaena integrifolia (Bertero ex Spreng.) R.M.King & H.Rob.: Sie kommt nur auf den Inseln Dominica, Guadeloupe, Montserrat und St. Kitts und Nevis vor.[6]
- Chromolaena iridolepis (B.L.Rob.) R.M.King & H.Rob.
- Chromolaena ivifolia (L.) R.M.King & H.Rob.: Sie kommt in den US-Bundesstaaten Texas, Louisiana, Mississippi sowie Florida, in Mexiko, auf karibischen Inseln, in Zentral- und Südamerika vor.[1]
- Chromolaena jelskii (Hieron.) R.M.King & H.Rob.
- Chromolaena kleinii (Cabrera) R.M.King & H.Rob.
- Chromolaena laevigata (Lam.) R.M.King & H.Rob.
- Chromolaena larensis (V.M.Badillo) R.M.King & H.Rob.
- Chromolaena latisquamulosa (Hieron.) R.M.King & H.Rob.
- Chromolaena leivensis (Hieron.) R.M.King & H.Rob.
- Chromolaena leptocephala (DC.) R.M.King & H.Rob.
- Chromolaena leucocephala Gardner
- Chromolaena lilacina (Hieron.) R.M.King & H.Rob.
- Chromolaena linearis (Malme) R.M.King & H.Rob.
- Chromolaena lucayana (Britton) R.M.King & H.Rob.
- Chromolaena lundellii R.M.King & H.Rob.
- Chromolaena luqensis (Chodat) R.M.King & H.Rob.
- Chromolaena luquensis (Chodat) R.M.King & H.Rob.
- Chromolaena macrantha (Sw.) R.M.King & H.Rob.
- Chromolaena macrodon (DC.) Nicolson: Sie kommt auf Dominica vor.[6]
- Chromolaena mallota (B.L.Rob.) R.M.King & H.Rob.
- Chromolaena margaritensis (Hassl.) R.M.King & H.Rob.
- Chromolaena mattogrossensis (Hieron.) R.M.King & H.Rob.
- Chromolaena maximilianii (Schrad. ex DC.) R.M.King & H.Rob.
- Chromolaena mendezii (DC.) R.M.King & H.Rob.
- Chromolaena meridensis (B.L.Rob.) R.M.King & H.Rob.
- Chromolaena minasgeraesensis (Hieron.) R.M.King & H.Rob.
- Chromolaena misella (McVaugh) R.M.King & H.Rob.
- Chromolaena molina (B.L.Rob.) R.M.King & H.Rob.
- Chromolaena mononeura (Urb.) R.M.King & H.Rob.
- Chromolaena morii R.M.King & H.Rob.
- Chromolaena moritensis (Aristeg.) R.M.King & H.Rob.
- Chromolaena moritziana (Sch.Bip. ex Hieron.) R.M.King & H.Rob.
- Chromolaena mucronata (Gardner) R.M.King & H.Rob.
- Chromolaena multiflosculosa (DC.) R.M.King & H.Rob.
- Chromolaena myriadenia R.M.King & H.Rob.
- Chromolaena myriocephala (Gardner) R.M.King & H.Rob.
- Chromolaena odorata (L.) R.M.King & H.Rob.: Sie kommt in Florida, Texas, in Mexiko und auf karibischen Inseln vor.[1]
- Chromolaena oinopolepis (Malme) R.M.King & H.Rob.
- Chromolaena opadoclinia (S.F.Blake) R.M.King & H.Rob.
- Chromolaena orbignyana (Klatt) R.M.King & H.Rob.
- Chromolaena ortegae (B.L.Rob.) R.M.King & H.Rob.
- Chromolaena ossaeana (DC.) R.M.King & H.Rob.
- Chromolaena oteroi (Monach.) R.M.King & H.Rob.
- Chromolaena oxylepis (DC.) R.M.King & H.Rob.
- Chromolaena oyadensis (Hieron.) R.M.King & H.Rob.
- Chromolaena palmaris (Sch.Bip. ex Baker) R.M.King & H.Rob.
- Chromolaena paraguariensis (Hieron.) R.M.King & H.Rob.
- Chromolaena parviceps (Malme) R.M.King & H.Rob.
- Chromolaena pedalis (Sch.Bip. ex Baker) R.M.King & H.Rob.
- Chromolaena pedunculosa (Hook. & Arn.) R.M.King & H.Rob.
- Chromolaena pellia (Klatt) R.M.King & H.Rob.
- Chromolaena perforata (Sch.Bip. ex Baker) R.M.King & H.Rob.
- Chromolaena perglabra (B.L.Rob.) R.M.King & H.Rob.
- Chromolaena perijaensis R.M.King & H.Rob.
- Chromolaena persericea R.M.King & H.Rob.
- Chromolaena pharcidodes (B.L.Rob. ex B.L.Rob.) R.M.King & H.Rob.
- Chromolaena picta (Gardner) R.M.King & H.Rob.
- Chromolaena ponsiae V.M.Badillo
- Chromolaena porophylloides (B.L.Rob.) R.M.King & H.Rob.
- Chromolaena porphyrolepis (Baker) R.M.King & H.Rob.
- Chromolaena pseudinsignis R.M.King & H.Rob.
- Chromolaena pulchella (Kunth) R.M.King & H.Rob.
- Chromolaena punctulata (DC.) R.M.King & H.Rob.
- Chromolaena pungens (Gardner) R.M.King & H.Rob.
- Chromolaena quercetorum (L.O.Williams) R.M.King & H.Rob.
- Chromolaena revoluta (Gardner) R.M.King & H.Rob.
- Chromolaena rhinanthacea (DC.) R.M.King & H.Rob.
- Chromolaena rigida (Sw.) R.M.King & H.Rob.
- Chromolaena rojasii (Hassl.) R.M.King & H.Rob.
- Chromolaena roseorum (B.L.Rob.) R.M.King & H.Rob.
- Chromolaena sagittata (A.Gray) R.M.King & H.Rob.
- Chromolaena sagittifera (B.L.Rob.) R.M.King & H.Rob.
- Chromolaena sanctopaulensis (B.L.Rob.) R.M.King & H.Rob.
- Chromolaena santanensis (Aristeg.) R.M.King & H.Rob.
- Chromolaena scabra (L.f.) R.M.King & H.Rob.
- Chromolaena serratuloides (Kunth) R.M.King & H.Rob.
- Chromolaena sinuata (Lam.) R.M.King & H.Rob.
- Chromolaena squalida (DC.) R.M.King & H.Rob.: Sie kommt in Venezuela, Guayana, Suriname, Bolivien, Peru und Brasilien vor.[6]
- Chromolaena squarroso-ramosa (Hieron.) R.M.King & H.Rob.
- Chromolaena squarrulosa (Hook. & Arn.) R.M.King & H.Rob.
- Chromolaena stachyophylla (Spreng.) R.M.King & H.Rob.
- Chromolaena steyermarkiana (V.M.Badillo) R.M.King & H.Rob.
- Chromolaena stillingiaefolia (DC.) R.M.King & H.Rob.
- Chromolaena subscandens (Hieron.) R.M.King & H.Rob.
- Chromolaena suratensis (B.L.Rob.) R.M.King & H.Rob.
- Chromolaena tacotana (Klatt) R.M.King & H.Rob.
- Chromolaena tamaulipasensis (R.M.King & H.Rob.) B.L.Turner
- Chromolaena tecta (Gardner) R.M.King & H.Rob.
- Chromolaena tequandamensis (Hieron.) R.M.King & H.Rob.
- Chromolaena ternicapitulata Pruski
- Chromolaena thurnii (B.L.Rob.) R.M.King & H.Rob.
- Chromolaena toldensis (Hieron.) R.M.King & H.Rob.
- Chromolaena trigonocarpa (Griseb.) R.M.King & H.Rob.: Sie kommt auf den Inseln Dominica, Guadeloupe, Martinique, Montserrat, St. Lucia und St. Kitts und Nevis vor.[6]
- Chromolaena trujillensis (B.L.Rob.) R.M.King & H.Rob.
- Chromolaena tunariensis (Hieron.) R.M.King & H.Rob.
- Chromolaena tyleri (B.L.Rob.) R.M.King & H.Rob.
- Chromolaena ulei (Hieron.) R.M.King & H.Rob.
- Chromolaena umbelliformis (Dusén ex Dusén) R.M.King & H.Rob.
- Chromolaena uromenes (B.L.Rob.) R.M.King & H.Rob.
- Chromolaena uromeres (B.L.Rob.) R.M.King & H.Rob.
- Chromolaena urticoides (Sch.Bip. ex Hieron.) R.M.King & H.Rob.
- Chromolaena verbenacea (DC.) R.M.King & H.Rob.
- Chromolaena verticillata R.M.King & H.Rob.
- Chromolaena vindex (DC.) R.M.King & H.Rob.
- Chromolaena voglii (B.L.Rob.) H.Huber
- Chromolaena xalapana B.L.Turner
- Chromolaena xestolepidoides (Wurdack) R.M.King & H.Rob.
- Chromolaena xestolepis (B.L.Rob.) R.M.King & H.Rob.
- Chromolaena xylorhiza (Sch.Bip. ex Baker) R.M.King & H.Rob.